# Crystallocystidium
Crystallocystidium is een geslacht van schimmels uit de orde Polyporales.

## Soorten
Volgens Index Fungorum bestaat het geslacht 11 soorten (peildatum december 2021):
| Soortnaam                           | Auteur(s) | Publicatiejaar |
| ----------------------------------- | --------- | -------------- |
| Crystallocystidium albescens        | Rick      | 1940           |
| Crystallocystidium albobadium       | Rick      | 1940           |
| Crystallocystidium albopurpurascens | Rick      | 1940           |
| Crystallocystidium enteroflavum     | Rick      | 1940           |
| Crystallocystidium griseorubrum     | Rick      | 1940           |
| Crystallocystidium intermedium      | Rick      | 1940           |
| Crystallocystidium luteolividum     | Rick      | 1940           |
| Crystallocystidium parallelum       | Rick      | 1940           |
| Crystallocystidium pauperrimum      | Rick      | 1959           |
| Crystallocystidium subcrustosum     | Rick      | 1940           |
| Crystallocystidium triste           | Rick      | 1940           |